# 蒂朵
蒂朵（Dido，1971年12月25日—），全名弗蘿莉安·克勞德·德·布妮維奧·奧馬利·阿姆斯壯（Florian Cloud de Bounevialle O'Malley Armstrong），英國創作歌手，缔造了全球3800万张的惊人专辑销售量，是一名获得全英音乐奖“最佳英国女歌手”、世界音乐奖“全球最畅销流行女歌手”“全球最畅销成人抒情歌手”“全英最畅销艺人”“全英最畅销流行/摇滚女歌手”头衔并曾入围格莱美“最佳流行女歌手”的天后级歌手。

## 早期生活
1971年12月25日，她生于伦敦肯辛顿的圣玛丽阿伯特医院。由于她在圣诞节那天出生，像柏靈頓熊一样，蒂朵在每年的6月25日还要过一个“官方生日”。
她的母亲Clare (née Collins)是一位法国诗人，父亲William O'Malley Armstrong是爱尔兰一位出版商以及前任Sidgwick & Jackson的总经理。蒂朵的哥哥叫Rowland Constantine O'Malley Armstrong，他是英国电子乐团Faithless中的专辑制作人。
她和哥哥的名字尽管又长又怪，不过这对兄妹从小为人所知的名字是蒂朵和Rollo，现在他们都出名了。蒂朵表示 “蒂朵”是正名而不是艺名或小名。
蒂朵的名字来源于一名神秘的迦太基皇后。在蒂朵小时候，她不得不应付自己这个反常的名字。因为这个名字她受到过欺负，甚至假装过自己有一个普通的名字。
她在一次采访中说道：“自己平时被叫的名字和真正的名字不一样，这件事让人困惑和讨厌。这是我父母对我做的最气人的事儿。Florian是德国男人才叫的名字，真够可以的。给你孩子起一堆古怪的名字，而且还都那么令人尴尬……我那个时候觉得叫我蒂朵是件残忍的事儿。别人叫的痛快，而我自己得倒腾半天。”
她先后在伊斯灵顿的桑希尔小学、Dallington学校、伦敦女子城市学校和西敏寺中学上学。她五岁时从学校偷了个录音机，之后父母给她在伦敦市政厅音乐戏剧学校报了名。到蒂朵上初中时，她已经会弹钢琴、吹竖笛和拉小提琴了。后来，她当文稿代理人的同时，蒂朵还在伦敦大学伯贝克学院学习法律。她最后没有完成她的大学学业，因为她决定以音乐作为全职工作。第一张专辑发布之后，她开始学习吉他，并在04年Life For Rent的巡演上一展风采。

## 职业生涯

### 1995-1996：早期作品
在1995年，蒂朵开始录制一些样带。这些歌曲最后由Nettwerk公司收集在一起，起名“Odds & Ends”。蒂朵与Faithless的合作（包括写歌、唱歌）引起了Nettwerk公司的注意，最终签约了蒂朵。这张合辑最终由Nettwerk公司于1995年发布（据传言只有10张拷贝）。专辑中包括已完成的作品和一部分样品。“Odds & Ends”专辑吸引了在美国Arista Records公司的注意力，它成为了蒂朵在美国的东家。之后蒂朵的哥哥Rollo所在的唱片公司Cheeky Records也签约了她。
Odds & Ends中的“Take My Hand”作为了她第一张专辑No Angel所有版本中的附赠歌曲，“Worthless”和“Me”作为了日本版No Angel中的附赠歌曲，“Sweet Eyed Baby”被重新编曲和录制，并改名为“Don’t Think of Me”，最终成为No Angel中的正式歌曲。

### 1998-2000：重大进展
签约蒂朵的Cheeky唱片公司于1999年被BMG（贝图斯曼）公司收购。这导致了《No Angel》在英国上市推后，但同时也让蒂朵集中更多精力在美国宣传《No Angel》上，并且有机会在美国莉莉丝音乐节上与加拿大歌手Sarah McLachlan同台献唱。经过巡演，蒂朵让更多的人听到她的音乐。
唱片公司和她选择了专辑中的《Here With Me》做为首支主打单曲。这首歌后来成为了电视剧《Roswell》的主题曲。单曲在MTV的播出，使得她在全欧洲引起了极大关注。
1998年，电影《Sliding Doors》的音乐制作人选择了《Thank You》做为电影配乐。《No Angel》于1999年上市，蒂朵通过大规模的巡演来宣传这张专辑。
Eminem在2000年英国排行榜第一名歌曲《Stan》中，使用了蒂朵的《Thank You》。这将蒂朵的歌曲再一次带给美国的听众们。在得到蒂朵的允许之后，蒂朵自己也出现在歌曲MV里，饰演Stan的悲情女友。据报道，她刚开始不想演这个MV，因为有一个镜头是她被绑了起来，嘴还被大胶带封住，这让她感到很不舒服。但是最终她同意出演，而且和Eminem及剧组人员相处的很融洽。大家对蒂朵的关注骤然上升，在欧洲各个国家的引进唱片销量排行榜上成绩优异。在《No Angel》再版之前，蒂朵在自己家乡英国榜也进入专辑前五。《Thank You》还被乐团Airheadz在歌曲《Stanley Here I am》中使用。刚开始只是盗版，但后来在2001年4月进入英国榜前40名。

### 1999-2002：No Angel时期
蒂朵的《No Angel》专辑成为2001年全球销量最高的唱片。那一年，她的专辑进入英国榜好几次。《Here With Me》和《Thank You》成为年度十大热门歌曲。另外《Hunter》进入前20，《All You Want》取得第25名的好成绩。《No Angel》在超过35个国家被评为白金专辑。经统计，《No Angel》全球销量高达2千1百万，这是21世纪以来全英销量第二多的专辑。她的发型也被无数人追捧，甚至还为她的发型起名叫“蒂朵 flip”。她一票难求的世界巡演请到了Pete Miser做为现场DJ。
2002年，在巡演结束之后，蒂朵享受了一个悠闲的假期，开始创作和录制第二张专辑。
《No Angel》排在Billboard的Decade-end专辑榜第97位。

### 2003-2005：Life For Rent和Live 8时期
《Life For Rent》于 2003年9月29日在全球发行，30日在美国和加拿大发行。它迅速成为英国历史上销售最快的专辑。她的专辑在英国、爱尔兰、法国、丹麦、瑞士、南非、澳大利亚、希腊、墨西哥、香港、马来西亚、泰国、美国、意大利、新西兰、荷兰、德国、奥地利等国家和地区排名第一。White Flag的MV更是请到了Buffy the Vampire Slayer 、Angel和Bones的主演David Boreanaz。专辑在英国上架第一天就狂销15万2千张，一周销量达40万。之后的三个单曲《Life For Rent》、《Don’t Leave Home》和《Sand in My Shoes》在Dido全球巡演时发行（这场巡演的DVD记录《Live at Brixton Academy》在2005年发行）。这张专辑是英国21世纪以来销量第四多的专辑。
蒂朵和Youssou N'Dour在伦敦海德公园共同表演。在2004年全球巡演后，Dido被邀请参加Live 8在7月2号的三场演出——分别在伦敦、康沃尔的Eden Project和法国。她表演了独唱White Flag以及和Youssou N'Dour共同演唱的Thank You和Seven Seconds。
同是在2005年，蒂朵受哥哥邀请加入到他的Dusted项目中，在专辑《Safe From Harm》中她演唱了《Time Takes Time》、《Hurt U》和《Winter》，共同创作了《Always Remember to Respect & Honour Your Mother, Part 1》、《The Biggest Fool in the World》和《Winter》。

### 2005-2008：Safe Trip Home时期
05年，洛杉矶，Dido开始创作第三张专辑。Dido和Jon Brion共同制作了这张专辑。合作者包括Brian Eno, Questlove、Mick Fleetwood、Rollo Armstrong和Matt Chamberlain。专辑录音是在伦敦的艾比路和Jon Brion位于洛杉矶的家里的录音室完成的。
蒂朵的官网也重新制作以符合第三张专辑的风格。第三张专辑的发布时间被几次推后，但是官方没有给出任何原因。专辑的第一张单曲《Don't Believe in Love》于2008年9月5日在网上流出。在2008年10月27日这首单曲的数字版发布。整张专辑在同年11月1日在网上流出，比正式发布早了大概16天。2008年11月13日整张专辑的抢先试听版在iLike上发布。
在08年8月22日，Dido官网发布新闻：专辑的名称为《Safe Trip Home》，并会在11月17号正式发布。《Look No Further》可在官网限定的时间内免费下载。同时官网新闻公布了部分歌曲名字：《It Comes And It Goes》、《The Day Before the Day》、《Never Want To Say It's Love》和《Grafton Street》。《Grafton Street》是Dido和Brian Eno共同编曲创作的。
专辑封面是宇航员Bruce McCandless II在太空行走时候的照片。那次太空行走时太空穿梭任务STS-41-B的一部分。
蒂朵在接受Q杂志采访时说：“我是在Jon家的碗柜间里录的自己唱的部分，就在吸尘器旁边。那地方非常小，甚至塞不下一把吉他，我非常喜欢在那个小屋子里唱歌”。
2008年12月，Dido的歌《Let’s Do The Things We Normally Do》被国会议员Gregory Campbell批评。他是北爱尔兰自治区体育、艺术、休闲部长。原歌词中有"The Men Behind the Wire”这句话， Campbell认为“这句歌词是描写杀手、纵火犯和恐怖分子的”，他强调说：“她（蒂朵）应该摆正自己的位置。只有这样，她的那些粉丝和群众们才能知道她对于这些事的立场是什么。”这张专辑的销量不佳，宣传也没有起到太大的作用。这张专辑被提名为格莱美最佳非古典专辑策划。

### 2009-2018：Girl Who Got Away和Greatest Hits时期
蒂朵在《Safe Trip Home》发行几个月之后就开始了第四张专辑的录制工作。09年7月据报道，她说她的第四张未命名专辑将会偏向电子乐，和前一张专辑的制作方向完全不一样。这张新专辑会在2010年某个时候推出，同时还会用巡回演唱会。Dido的官网透露了她的新单曲《Everything To Lose》，这首歌曲成为了《欲望都市2》中的插曲。
2013年3月5日，Dido释出了她的第四张创作专辑《Girl Who Got Away》，并邀请了说唱歌手Kendrick Lamar献声。同年11月25日，她释出了自己的精选集，并在其中加入了一首全新歌曲《NYC》。

### 2019至今：Still on My Mind时期
2019年3月8日，Dido释出了她的第五张创作专辑《Still on My Mind》，并在同年11月15日释出该专辑豪华版。

## 音樂作品
- 1999年：《無天使》（No Angel）
- 2003年：《漂泊的心》（Life for Rent）
- 2008年：《我心歸處》（Safe Trip Home）
- 2013年：《為愛遠颺》（Girl Who Got Away）
- 2019年：《Still on My Mind》（暂无官方中译名）

## 外部連結
- 蒂朵官方網站 （页面存档备份，存于）
- Dido在互联网电影资料库（IMDb）上的資料（英文）